# 2007年亞洲冬季運動會高山滑雪比賽
2007年亞洲冬季運動會的高山滑雪賽事為期兩天，由2007年1月31日展開並隨男子小項決賽後於北大湖滑雪場結束，當中會頒發兩面金牌。

## 金牌榜

### 各國金牌榜
| 排名 | 國家： | 金牌： | 銀牌： | 銅牌： | 總計 |
| 1    | 日本   | 4      | 1      | 1      | 6    |
| 2    |        | 0      | 3      | 3      | 6    |

## 男子

### 大回轉
子條目：2007年亞洲冬季運動會高山滑雪比賽—男子大回轉
| 金牌：        | 銀牌： | 銅牌： |
| 日本 生田康宏 | 姜民黑 | 金宇成 |

### 回轉
子條目：2007年亞洲冬季運動會高山滑雪比賽—男子回轉
| 金牌：        | 銀牌： | 銅牌：        |
| 日本 生田康宏 | 姜民黑 | 日本 花田將司 |

## 女子

### 大回轉
子條目：2007年亞洲冬季運動會高山滑雪比賽—女子大回轉
| 金牌：          | 銀牌： | 銅牌： |
| 日本 清澤惠美子 | 吳在恩 | 金善珠 |

### 回轉
子條目：2007年亞洲冬季運動會高山滑雪比賽—女子回轉
| 金牌：        | 銀牌：      | 銅牌： |
| 日本 加藤智佳 | 日本 花冈萌 | 吴在恩 |